# Classmate PC
Classmate PC är en lågprisdator utvecklad av det amerikanska företaget Intel. Denna dator konkurrerar med XO som är framtagen i ett projekt kallat OLPC.